# Nāḩiyat Khirbat Ghazālah
Nāḩiyat Khirbat Ghazālah (arabiska: ناحية خربة غزالة) är ett subdistrikt i Syrien.   Det ligger i provinsen Dar'a, i den sydvästra delen av landet, 90 km söder om huvudstaden Damaskus.
Trakten runt Nāḩiyat Khirbat Ghazālah består till största delen av jordbruksmark. Runt Nāḩiyat Khirbat Ghazālah är det ganska tätbefolkat, med 214 invånare per kvadratkilometer.